# Koszovo (Makedonszki Brod)
Koszovo (macedónul: Косово) település Észak-Macedóniában, a Délnyugati körzet Makedonszki Brod-i járásában.

## Népesség
| Lakosok száma | 313  | 344  | 332  | 318  | 235  | 131  | 100  | 67   | 54   |
|               | 1948 | 1953 | 1961 | 1971 | 1981 | 1991 | 1994 | 2002 | 2021 |

2002-ben 70 lakosa volt, akik mindannyian macedónok.